# Amadou Toumani Touré
Generaal (buiten dienst) Amadou Toumani Touré (Mopti, 4 november 1948 - Turkije, 10 november 2020) was een politicus en president van Mali van 2002 tot 2012. Hij bracht de militaire heerser Moussa Traoré ten val in 1991, waarop hij interim-president werd tot 1992. Hij won de presidentsverkiezingen in 2002, met een grote coalitie van ondersteuning en hij werd met grote meerderheid herkozen in 2007. Op 22 maart 2012 pleegden militairen een staatsgreep waarmee ze een einde wilden maken aan zijn bewind.
Hij overleed in november 2020 in Turkije, minder dan twee maanden na zijn voorganger Moussa Traoré.